# Klopphengst
Als Klopphengst oder Spitzhengst bezeichnet man ein männliches Pferd, bei dem ein oder beide Hoden statt im Hodensack in der Bauchhöhle oder im Leistenkanal liegen. Es handelt sich also um einen Kryptorchismus. Diese Eigenschaft kann vererbbar sein und schließt einen Hengst damit von der Körung aus. Da der Hoden durch seine Lage meist nur operativ durch Aufschneiden der Bauchhöhle zu entfernen ist, kann er die Kastration (→ Wallach) erheblich erschweren und verteuern. 
Des Weiteren bezeichnete man so früher ein männliches Pferd, das durch Beklopfen der Hoden und/oder Samenstränge zeugungsunfähig gemacht wurde. Da sie durch diese Kastrationsmethode nicht immer vollständig alle Geschlechtstriebe verloren, wurden auch alle anderen nicht vollständig kastrierten Hengste so bezeichnet.